# Ani słowa więcej
Ani słowa więcej (ang. Enough Said) – amerykańska komedia romantyczna z 2013 roku oparty na scenariuszu i reżyserii Nicole Holofcener. Wyprodukowany przez Fox Searchlight Pictures.
Premiera filmu miała miejsce 7 września 2013 roku podczas 38. Międzynarodowego Festiwalu Filmowego w Toronto, a dwa tygodnie później 20 września w Stanach Zjednoczonych. W Polsce premiera filmu odbyła się 29 listopada 2013 roku.

## Opis fabuły
Eva (Julia Louis-Dreyfus) samotnie wychowuje nastoletnią córkę i pracuje jako masażystka odwiedzająca klientów w ich domach. Pewnego dnia dostaje zaproszenie na przyjęcie u przyjaciół. Poznaje tam dowcipnego rozwodnika Alberta (James Gandolfini). Po kilku randkach oboje zaczynają się angażować w związek. W międzyczasie Eva zyskuje nową klientkę, poetkę Marianne (Catherine Keener), z którą chętnie spotyka się także po pracy. Koleżanka dużo opowiada jej o przywarach i dziwactwach swojego eksmęża.

## Obsada
- Julia Louis-Dreyfus jako Eva
- James Gandolfini jako Albert
- Toni Collette jako Sarah
- Catherine Keener jako Marianne
- Ben Falcone jako Will
- Toby Huss jako Peter
- Michaela Watkins jako Hilary
- Eve Hewson jako Tess
- Amy Landecker jako Debbie
- Christopher Nicholas Smith jako Hal
- Tracey Fairaway jako Ellen
- Phillip Brock jako Jason
- Tavi Gevinson jako Chloe